# 호코청

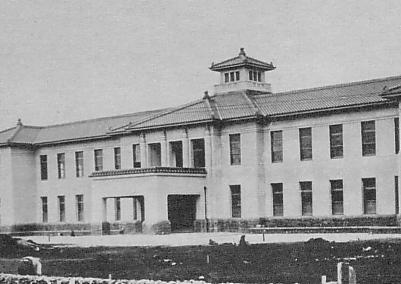
옛 호코청 청사

호코청(일본어: 澎湖庁, ほうこちょう 호코초[*])은 일본 제국 치하의 대만 시대(대만일치시기)였던 1926년부터 1945년까지 존재했던 행정 구역 가운데 하나이다. 청사 소재지는 마코가(현재의 마궁시)이며 면적은 126.86km2(1940년 당시 기준), 인구는 64,620명(1940년 당시 기준), 인구 밀도는 509.4명/km2이다. 현재의 펑후현에 걸쳐 있었으며 걸쳐 있었으며 2개 지청을 관할했다.

## 인구
인구는 1941년(쇼와 16년)에 실시된 인구 조사를 기준으로 한다.
- 전체 인구: 69,387명
  - 일본인: 3,619명
  - 대만인: 65,694명
  - 그 외의 민족: 74명

## 행정 구역
행정 구역은 1945년(쇼와 20년) 당시를 기준으로 한다.
- 마코 지청 (馬公支廳)
  - 마코가(馬公街), 고세이장(湖西庄), 하쿠사장(白沙庄), 세이쇼장(西嶼庄)
- 모안 지청 (望安支廳)
  - 모안장(望安庄), 다이쇼장(大嶼庄)

## 같이 보기
- 대만일치시기